# Hemidactylus prashadi
Hemidactylus prashadi är en ödleart som beskrevs av  Smith 1935. Hemidactylus prashadi ingår i släktet Hemidactylus och familjen geckoödlor. Inga underarter finns listade i Catalogue of Life.